# Узорный покров
«Узорный покров» (англ. The Painted Veil; дословно — «Разрисованная вуаль»)  — роман британского писателя У. С. Моэма (1925). Название позаимствовано из сонета Перси Биши Шелли, который начинается со слов: «Lift not the painted veil which those who live / Call Life», что в переводе на русский: «О, не приподнимай покров узорный, который люди жизнью называют».
Биограф Ричард Корделл отмечает, что на написание романа Моэма натолкнули как научный интерес, так и прохождение врачебной стажировки в госпитале Св. Томаса. В предисловии к книге Моэм размышляет о неприятностях, сопровождавших публикацию романа. Так, фамилия главных героев изменена с Лейн на Фейн, потому что люди с такой фамилией, живущие в Гонконге, предъявили иск издателю журнала, и он был вынужден уплатить 250 фунтов. Далее помощник гонконгского губернатора счёл себя оскорблённым, и писателю пришлось изменить Гонконг на вымышленную колонию Цин-янь, впрочем, усовершенствованный тираж так и не поступил в продажу. Более поздняя редакция возвратилась в Гонконг, тем не менее фамилия Фейн была сохранена во всех тиражах.
Идея романа была свойственна для произведений писателя, так как высшей формой творчества С. Моэма являлось создание прекрасного, Красоты с большой буквы: «Мне представляется, что на мир, в котором мы живём, можно смотреть без отвращения только потому, что есть красота, которую человек время от времени создаёт из хаоса…. И больше всего красоты заключено в прекрасно прожитой жизни. Это — самое высокое произведение искусства». Такой пример красоты «прекрасно прожитой жизни», как «самого высокого произведения искусства» возникает на страницах романа С. Моэма «Разрисованная вуаль».
Роман состоит из 80 небольших глав, в каждой из которых меняется повествование, что позволяет наблюдать за динамикой событий. Этот роман повествует о силе любовных чувств, переживаний, их преодоления и о трудном становлении души и характера главной героини. Роман «Разрисованная вуаль» никогда не числился среди наиболее значительных книг писателя, но от этого не утратил своей значимости в творчестве С. Моэма.
Первоначально Моэм печатался в журнале «Cosmopolitan» с ноября 1924 года по март 1925 года, всего вышло пять номеров. Начиная с мая 1925 года роман издавался в Соединённом Королевстве в восьми номерах в журнале «Nash's».

## Сюжет
Легкомысленная Китти выходит замуж за безумно влюблённого в неё Уолтера Фейна, интеллигентного бактериолога, живущего в Азии. Её поступок продиктован желанием опередить младшую сестру, которая сама скоро выходит замуж, и покинуть отчий дом. Фейны переезжают в Гонконг, где измученная удушливым климатом и местными нравами Китти изменяет мужу с женатым красавцем Чарльзом Таунсендом, помощником губернатора колонии.
Узнав о неверности горячо любимой жены, Уолтер выдвигает свои условия: либо Китти едет с ним в китайскую глубинку, где бушует холера, либо он разводится с ней. Если Китти не поедет с ним, Уолтер начнёт бракоразводный процесс, в котором будет затронуто имя Таунсенда, и потребует от любовника письменное обязательство, согласно которому тот женится на Китти после их развода.
Радостная Китти выкладывает требования мужа Таунсенду, который, поняв, что дело принимает скандальный оборот и что он может запятнать свою репутацию и потерять всё, отказывается от дальнейших отношений с ней, разбивая ей сердце. Китти в ужасе видит, что в действительности он никогда не любил её. Возвратившись домой, Китти с удивлением обнаруживает свою одежду приготовленной к путешествию и понимает, что Уолтер заранее знал об отказе Таунсенда. Убитая горем и равнодушная ко всему, Китти, осознавая, что у неё нет выбора, решает сопровождать мужа.
Поначалу Китти считает себя несправедливо обойдённой судьбой, но смиряется со своим положением и начинает осваиваться на новом месте. Она знакомится с людьми, которые потихоньку меняют её представления о жизненных ценностях. Одним из знакомых в её новом окружении становится Уоддингтон — помощник полицейского комиссара. Он циничен и любит выпить, что, впрочем, не мешает питать к нему симпатию. Также Китти сближается с французскими католическими монахинями, ухаживающими за осиротевшими детьми. Видя уважение, с которым все отзываются об Уолтере, днями и ночами старающемся избавить город от холеры, Китти учится видеть всю глубину и красоту его натуры. Но также она понимает, что не способна полюбить его. Сначала от безделья, а потом от презрения к себе Китти начинает помогать монахиням.
Через некоторое время Китти чувствует себя необычно. Всё указывает на то, что она беременна. По её подсчётам, Уолтер не является отцом ребёнка. И в ответ на его вопрос, чей это ребёнок, Китти не может солгать, а лишь отвечает: «Не знаю», за что сильно корит себя.
Вскоре после этого события Уолтер подхватывает холеру и умирает. Китти возвращается в Гонконг, где встречается с Дороти Таунсенд, женой её бывшего любовника. Дороти убеждает Китти погостить у них перед отъездом в Англию. Теперь Китти считают героиней, ведь она добровольно последовала за мужем, подвергнув себя большой опасности. Встретив самого Таунсенда и даже выказав ему своё презрение, Китти, тем не менее, вновь увлекается им. Впрочем, возобновив эти отношения, она чувствует лишь отвращение к себе.
По пути в Англию Китти узнаёт о смерти своей властной матери. Её отцу, адвокату, только что предложили пост главного судьи на Багамах, и он ответил на это согласием. Китти со всем жаром убеждает его позволить ей уехать с ним. Она хочет посвятить свою жизнь отцу и ребёнку, которого намеревается уберечь от тех ошибок, что совершила сама.

## Женский образ
Главная героиня романа — Китти Фейн — девушка с непростым внутренним миром, которая пользуется популярностью в обществе. Она выросла на неосмысленной верности традициям и определённых устоях в обществе. Родители, видя её юную привлекательность, стремились как можно быстрее и выгоднее отдать её замуж. Именно поэтому Китти выходит замуж за доктора Уолтера Фейна не из-за любви, а под гнётом своей матери. Она даже не пытается осмыслить серьёзность сделанного ею шага. Китти не находит счастья в семейной жизни, и её полностью охватывает безудержная любовь к красавцу и дамскому угоднику — Чарли Таундсену, который тоже состоит в браке. Разница во внешности, манерах, круге общения и интересах мужа и любовника поражают Китти, и она без оглядки влюбляется в Чарли: «Росту в нём шесть футов два дюйма и сложен прекрасно… А как одевается, лучше всех, и всё сидит на нём так ловко, всё ему к лицу. Хорошо, когда мужчина следит за собой…». В силу своего воспитания, Китти судит о людях, обращая внимание на внешние признаки. А своё равнодушное отношение к мужу Китти аргументирует так: «…не умеет ни петь, ни играть и в поло не играет, а теннисист самый посредственный. Бридж? Подумаешь, кому это интересно?».
Тем не менее рано или поздно всё тайное становится явным, и Уолтер разоблачает любовников. Он делает это для того, чтобы снять мечтательную пелену с глаз Китти, более того, он ставит следующее условие: либо жена едет с ним в деревню, в которой свирепствует эпидемия холеры, где он как врач должен будет бороться со вспышкой холеры, либо он подаст в суд и публично разведётся с ней. Поведение мужа помогает Китти понять, кем является в сущности Чарли Таундсенд. Вся жестокость отрезвления наступает для героини тогда, когда она получает отказ от возлюбленного: «…знаешь ли, когда ты требуешь, чтобы со мною развелась жена, к которой я очень привязан, и чтобы я погубил свою карьеру, женившись на тебе, ты требуешь очень многого». Именно этот поворот событий становится переломным для душевных чувств героини, во всей их непоследовательности и эмоциональной путанице — «Боль её была так сильна, что впору кричать на крик; она и не знала, что бывает такое жгучее страдание, и в отчаянии спрашивала себя, чем она его заслужила… Жить больше незачем. Тяжело это — покончить счёты с жизнью в двадцать семь лет».
Тем не менее, оказавшись, с теперь уже совершенно чужим человеком один на один с царившим ужасом — смертельной эпидемией холеры, здесь для Китти происходит истинное воспитание чувств. Первое время, она сходит с ума без Чарли, ненавидит мужа за то, что он привёз её сюда на вольную смерть, но всё это ничто, по сравнению с тем ужасом, который охватывает её при виде зараженного города. Китти бывало так страшно, что «…сердце заходилось и её трясло как в лихорадке… Чтобы вырваться отсюда, она была готова бросить всё и одна, в чём была, добираться до какого-нибудь безопасного места».
В этой самоотверженной войне местных властей и монахинь из католического монастыря против эпидемии в духовном плане соответствует внутренняя борьба Китти со своей постылой любовью к пошлому и пустому прошлому. Героиня романа, сама того не ведая, именно здесь получает урок прекрасно прожитой жизни. Нелегко даётся ей эта наука сострадания и милосердия, но только она ведёт героиню к освобождению от «бремени страстей человеческих», к нравственному очищению и перерождению. Моэм изображает, как незаметно для неё самой меняется строй мыслей и чувств Китти, её отношение к жизни, как вызревает в ней «невесёлая прозорливость, рождённая страданием», и понимание долга. И именно пример сестёр-монахинь, «красота души», которую ощущает героиня в их подвижничестве, в их, так называемых «правильных поступках», и оказывает решающее воздействие на её дальнейшую судьбу и становление характера. Их самопожертвование затмевает в глазах Китти всё и она, никогда раньше не задумывавшаяся о смерти, горе и бедах, ощущает себя полным ничтожеством. Впервые она хочет хоть в чём-то помочь людям и заняться по-настоящему полезным делом. Увидев ужасы эпидемии, поработав в монастыре, Китти Фейн избавляется от глупости, на многое смотрит другими глазами: «Какое же она ничтожество, если могла полюбить человека за то, что у него красивые глаза и хорошая фигура!» Китти находит всё то, что включает в себя идеи судьбы, своего предназначения и жизненного пути: «И вот — словно приподнялся на минуту уголок занавеса, и ей открылся мир, полный красок и значения, какой и во сне не снился».
Героиня Китти Фейн Сомерсета Моэма зависима от удовольствий. В жизни она ищет развлечений, поэтому не умеет и не хочет разбираться в людях и их внутреннем мире. Обратив внимание на внешнюю красоту, Китти пренебрегает брачными узами. Она, полагая, что сняла покров со своей прошлой никчёмной жизни, продолжает идти тем же путём, повторно изменяет и утверждается в извращённых понятиях о супружеской жизни. «Она думала, что изменилась, что она теперь сильнее… Она думала, что избавилась от похоти и низменных страстей, что может впредь жить чистой, здоровой духовной жизнью…». С. Моэм не осуждает Китти, он называет всё прошедшее лишь испытанием, которое Китти вынесла. Писатель называет поведение Китти лишь опытом, который поможет ей найти путь к душевному покою.

## Стилистические особенности
В рамках романа С. Моэма «Разрисованная вуаль» можно выделить жанрообразующую функцию
метафоры, которая позволяет отнести текст, содержащий метафору, к его определённому виду: «…the great city lay in terror; and death, sudden and ruthless hurried through its tortuous streets». При прочтении этого отрывка можно определить, что это художественное произведение, и помогает это определить метафора «death <…> hurried through the streets», этот троп изображает некое оживление смерти, которая торопилась забрать как можно больше людей.
Существует также текстообразующая функция метафоры, которая позволяет ей быть объяснённой и продолженной. Таким примером могут послужить описания причин и их следствия во взаимоотношениях между супругами в романе С. Моэма «Разрисованная вуаль»: «Because he had dressed a doll in gorgeous robes and set her in a sanctuary to worship her, and then discovered that the doll was filled with sawdust he could neither forgive himself nor her». Смысловым образом здесь является слово «doll» — красивая, но пустая внутри кукла, некий идол, с которым сравнивается главная героиня романа. А действия, которые над ней совершались — «dressed in gorgeous robes», «set in a sanctuary to worship her», «discovered that the doll was filled with sawdust» создаются как дополнительные образы для того, чтоб подчеркнуть, что герой вначале ослеплён красотой девушки, а позже обнаружил всю убогость её внутреннего мира.
Метафору нередко можно спутать со сравнением, так как этот стилистический приём довольно часто входит в сравнительный оборот: «It seemed to Kitty that they were all, the human race, like drops of water in that river and they flowed on, each so close to the other and yet so far apart, a nameless flood, to the sea». Несмотря на то, что в этом примере присутствует сравнение «like drops of water in that river», всё высказывание является очевидной метафорой, так как метафорическая образность создаётся с помощью слов: «drops of water», «river», «flowed on», «flood», «sea».

## Адаптации романа
- 1934 г.: чёрно-белый фильм «Разрисованная вуаль» польско-русско-американского кинорежиссёра Ричарда Болеславского, в роли Китти Грета Гарбо, производство США.
- 1957 г.: чёрно-белый фильм «Седьмой грех», совместное творение режиссёров Рональда Нима и Винсента Миннелли, в роли Китти Элинор Паркер, производство США.
- 2006 г.: фильм «Разрисованная вуаль», режиссёра Джона Каррана, в роли Китти Наоми Уоттс, производство США, Канада, Китай.